# Herbeuval
Herbeuval é uma comuna francesa na região administrativa de Grande Leste, no departamento Ardenas. Estende-se por uma área de 7,7 km². Em 2010 a comuna tinha 123 habitantes (densidade: 16 hab./km²).